# 席姓
席姓為中文姓氏之一，在《百家姓》中排名第133位。

## 起源
「席」源出：
1. 席师的后代。根据《万姓宗谱》的记载，尧为部落首领的时候，遇到一个自称为席氏的老翁，击壤（古代一种投掷的游戏）而歌。尧听了以后很佩服，于是拜他为师。席师就是席氏的始祖。
2. 从籍姓改过来。春秋的时候，晋国有大夫籍谈，因为他负责管理晋国的典籍，所以便以籍作为自己的姓氏。他的第十三代后人，叫做籍瓌（gui），为了避项羽的讳，于是将籍改为席，他的后人也跟着改成了席姓。后来项羽战败自杀，籍氏不用改姓避讳了，于是有一部分恢复了族姓，有一部分却沿袭了席姓，形成了席姓的一支。

## 延伸阅读
[在维基数据编辑]
 《百家姓》
 《欽定古今圖書集成·明倫彙編·氏族典·席姓部》，出自陈梦雷《古今圖書集成》